# Live at the Greek
Live at the Greek – Excess all areas is een livealbum van de Britse gitarist Jimmy Page (voorheen lid van Led Zeppelin) en de Amerikaanse rockband The Black Crowes.

## Achtergrond

### Jimmy Page
Jimmy Page was rond 1965 lid van The Yardbirds en daarna in 1968 mede-oprichter van de hardrockband Led Zeppelin, die bekend is geworden met nummers als Whole lotta love, Stairway to heaven en Black dog. De band werd opgeheven na het overlijden van drummer John Bonham in 1980. Daarna heeft Jimmy Page gespeeld met diverse andere muzikanten. Led Zeppelin heeft nog incidenteel opgetreden met andere drummers.

### Black Crowes
The Black Crowes was een rock- en bluesband uit Atlanta. De band bestond onder meer uit de broers Chris (leadzanger) en Rich Robinson (gitaar). De band is opgericht in 1989 en werd beïnvloed door bands als the Rolling Stones, Free, Led Zeppelin en the Faces. In 2015 is de groep opgeheven. In 2017 vormde Rich Robinson de band Magpie Salute met andere voormalige leden van The Black Crowes.

## Muziek
Op dit album staat vooral stevige gitaarrock. De meeste nummers zijn geschreven door de leden van Led Zeppelin (Jimmy Page, Robert Plant, John Paul Jones en John Bonham) en hebben eerder in andere versies op albums van die band gestaan.
Diverse nummers zijn geschreven door oude, traditionele bluesartiesten, zoals B.B. King (Wake up this morning) en Elmore James (Shake your moneymaker). Chester Burnett (alias Howlin' Wolf) schreef The lemon song; Mellow down easy, You shook me en de originele versie van Whole lotta love zijn afkomstig van Willie Dixon. Shape of things to come is eerder opgenomen door The Yardbirds. Oh well is geschreven door Peter Green die dit nummer heeft uitgebracht met zijn band Fleetwood Mac (die versie was op 1 november 1969 de allereerste Alarmschijf van Radio Veronica). Om contractuele verplichtingen was het niet toegestaan om nummers van the Black Crowes op dit album te zetten.

### Nummers
| Nr. | Titel                                                                  | Duur |
| --- | ---------------------------------------------------------------------- | ---- |
| 1.  | Celebration day (J. Page, R. Plant, J.P. Jones)                        | 3:37 |
| 2.  | Custard pie (J. Page, R. Plant)                                        | 5:18 |
| 3.  | Sick again (J. Page, R. Plant)                                         | 4:34 |
| 4.  | What is and what should never be (J. Page, R. Plant)                   | 5:30 |
| 5.  | Woke up this morning (B. King, J. Taub)                                | 4:19 |
| 6.  | Shape of things to come (Jim McCarty, Keith Relf, Paul Samwell-Smith)  | 3:09 |
| 7.  | Sloppy drunk (J. Rodgers)                                              | 6:07 |
| 8.  | Ten years gone (J. Page, R. Plant)                                     | 6:37 |
| 9.  | In my time of dying (J. Page, R. Plant, J. Bonham, J.P.Jones)          | 9:33 |
| 10. | Your time is gonna come (J. Page, R. Plant, J.P. Jones)                | 6:00 |
| 11. | The lemon song (Chester Burnett/J. Page, R. Plant, J.P. Jones)         | 8:58 |
| 12. | Nobody's fault but mine (J. Page, R. Plant)                            | 6:51 |
| 13. | Heartbreaker (J. Page, R.Plant, J. Bonham, J.P. Jones)                 | 5:50 |
| 14. | Hey, hey, what can I do (J. Page, R. Plant, J. Bonham)                 | 3:38 |
| 15. | Mellow down easy (W. Dixon)                                            | 5:20 |
| 16. | Oh well (P. Green)                                                     | 4:10 |
| 17. | Shake your moneymaker (E. James)                                       | 4:27 |
| 18. | You shook me (L.B. Lenoir en W. Dixon)                                 | 8:25 |
| 19. | Out on the tiles (J. Page, R. Plant, J. Bonham)                        | 4:01 |
| 20. | Whole lotta love (J. Page, R. Plant, J. Bonham, J. P. Jones, W. Dixon) | 5:34 |

## Muzikanten

### Jimmy Page
- Gitaar: Jimmy Page

### Black Crowes
- Bas – Sven Pipien
- Drums – Steve Gorman
- Gitaar – Audley Freed en Rich Robinson
- Keyboards – Ed Harsch
- Zang – Chris Robinson en Rich Robinson

## Productie en waardering
Dit album is geproduceerd en gemixt door Kevin Shirley en gemasterd door George Marrino. De plaat is opgenomen in the Greek Theater in Griffith Park in Los Angeles, Californië (met mobiele opnamefaciliteiten).
De Amerikaanse site AllMusic heeft dit album gewaardeerd met drie sterren (het maximum is vijf sterren).